# René L. Frey
René Leo Frey (* 9. März 1939 in Basel) ist ein Schweizer Wirtschaftswissenschaftler.

## Leben
Frey studierte Nationalökonomie an der Universität Basel und schloss 1963 mit dem Lizenziat ab. Seine Lehrer waren Edgar Salin, Gottfried Bombach und Jacques Stohler. 1964 wurde er in Basel promoviert und 1969 habilitiert. 1970 wurde er als Nachfolger des verstorbenen Jacques Stohler ordentlicher Professor für Nationalökonomie an der Universität Basel. 1979/80 war er Dekan der Philosophisch-Historischen Fakultät; vom 1. Oktober 1996 bis zum 30. September 1998 war er Rektor der Universität Basel. 2004 wurde er emeritiert.
Von 1969 bis 2014 war Frey – zusammen mit seinem Bruder Bruno S. Frey – Redaktor und zeitweise Mitherausgeber der wirtschaftswissenschaftlichen Zeitschrift Kyklos. Nach seiner Emeritierung gründete er mit Bruno S. Frey, Reiner Eichenberger und Margit Osterloh das „Center for Research in Economics, Management and the Arts“ (CREMA). Seine Spezialgebiete in Lehre, Forschung und Beratung sind die theoretische und schweizerische Wirtschaftspolitik, die öffentlichen Finanzen und die räumliche Wirtschaft (Regional-, Stadt-, Umwelt- und Verkehrsökonomie). In der Schweiz war er als Gutachter bei der Neuorientierung des Finanzausgleichs, der Regionalpolitik und der Universitätsfinanzierung beteiligt.
Unter dem Pseudonym Leopold Yerf schreibt René L. Frey als Hobby Kriminalromane mit wirtschaftlichem und universitärem Hintergrund.
Frey ist verheiratet und hat drei Kinder.

## Schriften (Auswahl)
- Strukturwandlungen der israelischen Volkswirtschaft. Tübingen: Mohr 1965 (Dissertation).
- Infrastruktur. Grundlagen der Planung öffentlicher Investitionen. Tübingen: Mohr 1970, 2. Aufl. 1972 (Habilitationsschrift).
- Wirtschaft, Staat und Wohlfahrt. Eine Einführung in die Nationalökonomie. Basel/Frankfurt a. M.: Helbing & Lichtenhahn 1975, 11. Aufl. 2002.
- Zwischen Föderalismus und Zentralismus. Ein volkswirtschaftliches Konzept des schweizerischen Bundesstaates. Bern: Lang 1977.
- Wachstumspolitik. Stuttgart: Fischer 1979.
- mit Ernst A. Brugger: Regionalpolitik Schweiz: Ziele, Probleme, Erfahrungen, Reformen. Bern: Haupt 1985.
- hrsg. mit Robert E. Leu: Der Sozialstaat unter der Lupe. Wohlstandsverteilung und Wohlstandsumverteilung in der Schweiz. Basel/Frankfurt a. M.: Helbing & Lichtenhahn 1988.
- Städtewachstum – Städtewandel. Eine ökonomische Analyse der schweizerischen Agglomerationen. Basel/Frankfurt a. M.: Helbing & Lichtenhahn 1990.
- mit Hansjörg Blöchliger: Schützen oder Nutzen: Ausgleichszahlungen im Natur- und Landschaftsschutz. Chur/Zürich: Rüegger 1991.
- mit Christoph Gysin, Robert E. Leu und Norbert Schmassmann: Energie, Umweltschäden und Umweltschutz in der Schweiz. Chur/Zürich: Rüegger 1985, 2. Aufl. 1991.
- hrsg. mit Elke Staehelin-Witt und Hansjörg Blöchliger: Mit Ökonomie zur Ökologie. Analyse und Lösungen des Umweltproblems aus ökonomischer Sicht. Basel/Frankfurt a. M.: Helbing & Lichtenhahn 1991, 2. Auflage 1993.
- Ökonomie der städtischen Mobilität. Durch Kostenwahrheit zur nachhaltigen Entwicklung des Agglomerationsverkehrs. Zürich: Verlag der Fachvereine vdf 1994 (Teilsynthese des NFP «Stadt und Verkehr»).
- Stadt: Lebens- und Wirtschaftsraum. Zürich: Verlag der Fachvereine vdf 1996.
- Starke Zentren – Starke Alpen. Wie sich die Städte und ländlichen Räume der Schweiz entwickeln können. Zürich: Verlag Neue Zürcher Zeitung 2008.
- mit Claudia Frey Marti: Privatisierung und Deregulierung. Reformen der Schweizer Infrastrukturpolitik. Zürich/Chur: Rüegger 2012.